# Украинская партия труда

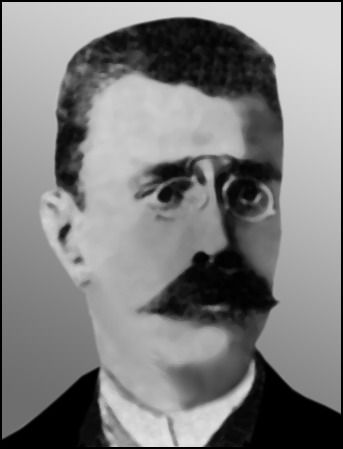
Вячеслав Будзиновский — председатель Украинской партии труда

Украинская партия труда (УПТ) (укр. Українська партія праці) — украинская политическая партия левого (просоветского) направления, действовавшая в Галиции в 1927—1930.
Основана в мае 1927 во Львове членами Украинского национально-демократического объединения.
Придерживалась идеологических принципов так называемой «независимой группы» Украинской трудовой партии, которая, не признавая решений Совета послов Антанты о включении Галиции в состав Польши (1923), осуждала любые попытки наладить украинско-польские отношения и поддерживала деятельность зарубежного правительства ЗУНР Е. Петрушевича.
УПТ выступала за ориентацию на Украинскую ССР и была активным пропагандистом идей сближения с СССР, распространившихся как реакция на колониальную политику польского правительства в Западной Украине.
Председателем партии был В. Т. Будзиновский.
УПТ имела представительство в польском сейме (Михаил Захидный, заместитель председателя партии).
Печатные органы УПТ — «Рада» (рус. Совет) (редактор В. Будзиновский и В. Микитей) и «Праця» (рус. Труд).
После трёхлетней деятельности, Украинская партия труда самораспустилась в 1930 году.